# Рассыпная Падь
Рассыпна́я Падь — железнодорожная станция Владивостокского региона Дальневосточной железной дороги (Приморский край), расположенная в нескольких сотнях метров от Государственной границы России с Китаем.
В прошлом Рассыпная Падь — станция исторической Китайско-Восточной железной дороги, первая станция на Российской (советской) территории, на которую прибывал поезд, следовавший с запада (из Читинской области) через территорию Китая.

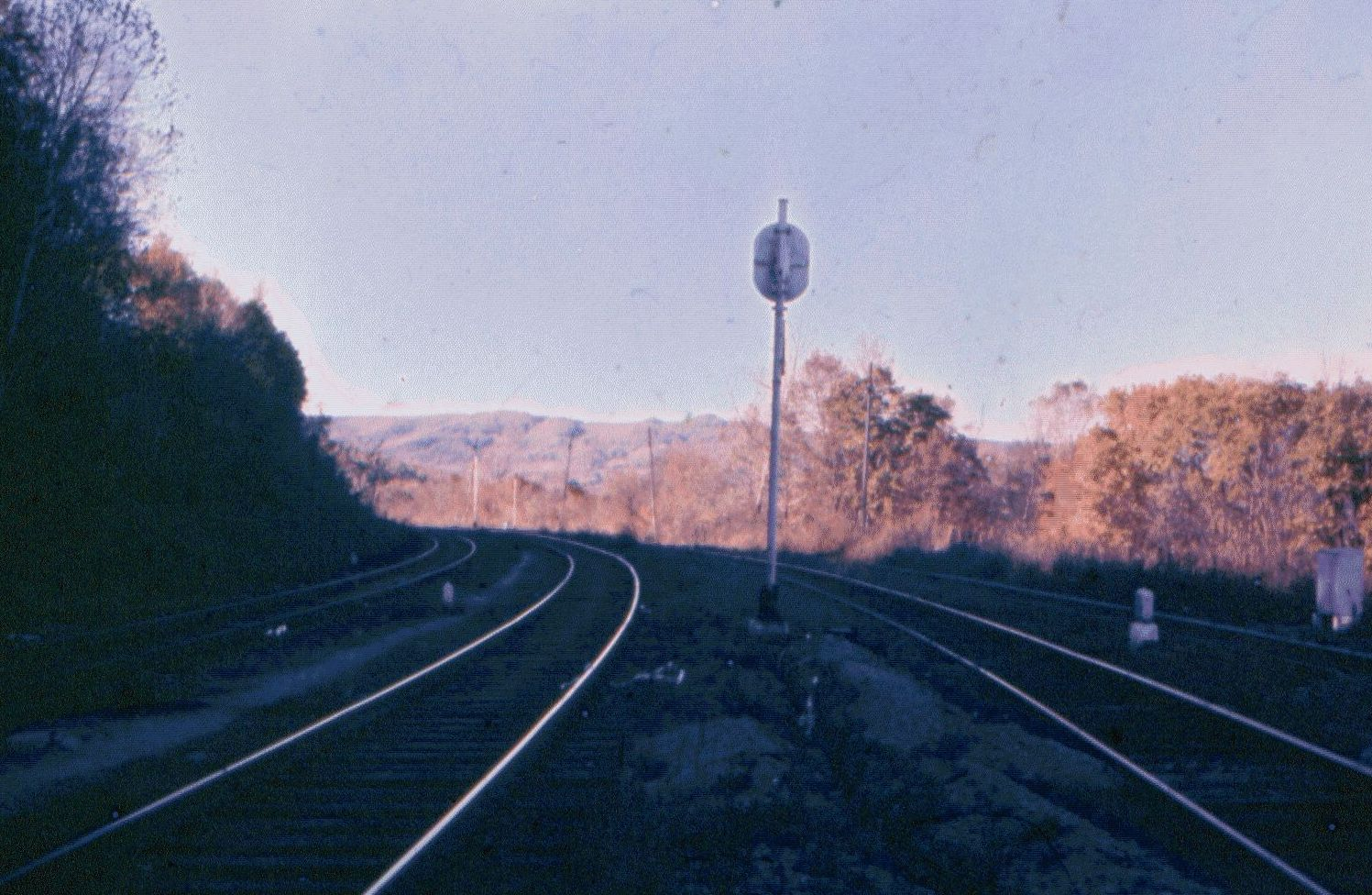
Вид со станции Рассыпная Падь на китайскую территорию

Поскольку станция Рассыпная Падь находится приблизительно в 600 метрах от китайской границы, т.е. в 5-километровой пограничной полосе, свободный доступ ограничен даже гражданам Российской Федерации (нужна командировка или погранпропуск). Население на станции отсутствует. Дежурная смена железнодорожников приезжает на работу на автомотрисе или в кабине маневрового тепловоза со станции Гродеково. Ближайший населённый пункт — пос. Пограничный Пограничного района Приморского края.
В настоящее время станция функционирует как железнодорожный разъезд и как пункт таможенного контроля прибывающих поездов.
Станция Рассыпная Падь связана со российской станцией Гродеково и с китайской станцией Суйфэньхэ как русской колеёй (1520 мм), так и стандартной европейской (совмещённая четырёхниточная железнодорожная колея). На Российскую территорию прибывают для разгрузки китайские грузовые поезда, а российские грузовые поезда следуют на разгрузку в Суйфэньхэ. Между Суйфэньхэ и Гродеково ходит российский пассажирский поезд, в основном перевозя «челноков».